# Thomas Pagès
Tom Pagès (nació Thomas Pagès el 25 de marzo de 1985 en Nantes, Francia) es un piloto francés de estilo libre en motocross, famoso por su estilo y trucos únicos. Su más grande logro en su carrera ha sido, ser campeón del Red Bull X-Fighters World Tour 2013.

## Biografía

### Primera etapa de vida
Pagès nació en Nantes, Francia hijo de Geneviève y Olivier, es el más pequeño de tres hijos. En 1990 sus padres compraron y remodelaron una casa en la campiña francesa, donde tenían demasiado espacio para practicar todo tipo de deportes. Pagés montó su primera motocicleta cuando tenía 15 años.

### Carrera (2005-2009)
Junto con su hermano Charles empezó con las carreras de BMX donde sufrieron sus primeras fracturas de clavículas, rodillas y algunos dientes rotos. Más tarde comenzaron montar su BMX en tierra con el fin de lograr saltos más altos y después pasar a montar motos. Ellos ya habían montado motocross antes y construyeron su primer rampa en el 2005. Pages empezó a concursar en estilo libre en muy poco tiempo después de sus primeros intentos en  “La Bosse de Bretagne” en julio de 2005, aunque el afirma que sus mejores recuerdos provienen de Bercy en el 2006. El y su hermano habían estado concursando en sus motos antes de recibir una invitación para un evento, pero se presentó el día de poder realizar todos los trucos de la época, entre ellos la vuelta hacia atrás.
En noviembre de 2007, Pages se convirtió en la primera persona en lanzar un “backflip” doble agarre en tierra, el cual repitió en MXWC en abril de 2008 , donde quedó como segundo lugar en el mejor truco. El mismo año él y su hermano fueron los primeros en aterrizar los frontflips y Tom fue la primera persona que lanzaba este truco en una competencia de motocross estilo libre en el Red Bull X-Fighters que tomo lugar en Fort Worth, Texas en junio de 2009, pero se echó atrás en el aire resultando en un accidente del cual se levantó de inmediato.
También en el 2009 Tom se frustró con las competencias y la constante necesidad de realizar backflips lo cual lo llevó a dejar el motocross e incluso vender su moto. En un documental lanzado por Red Bull en 2014, Tom dijo que había caído en depresión durante ese tiempo pero que tuvo la ayuda de un psicólogo, el cual lo ayudó a superar esta depresión y volver a montar una moto.
Fue ese psicólogo quien le sugirió dejar los “backflips” y enfocarse en nuevos trucos, aunque al principio a Tom no le pareció buena idea, terminó haciendo lo que el psicólogo le había dicho y decidió darle una oportunidad mediante la realización de los llamados “nuevos trucos de edad” que casi ningún o ningún piloto realizaba este tipo de trucos. Tom comenzó con el desarrollo de sus propios trucos volviendo a las raíces del estilo libre de motocross, con “whips” y los clásicos “right-side-up tricks”.

### Regreso al motocross estilo libre (2010)
Uno de sus primeros trucos que dominó fue el "Volt Body Varial", el cual lanzó por primera vez en la competencia de Bercy en 2010. Estaba bajo la impresión de mejorar el rendimiento de su hermano , Charles lanzó un frontflip en el cual giro de más, resultando un accidente que afecto su cabeza. Tom dijo que su hermano tenía una cortada en el ojo y que estaba sangrando. Charles estuvo en coma durante una semana y tuvo que volver a aprender cosas básicas como el aprender a escribir ya que sus funciones motoras se vieron completamente afectadas. A partir del 2012, Charles comienza a montar su moto de nuevo pero no en competencias.
Como Tom era el único que generaba ingresos para mantener a sus hermanos, volvió a los eventos, demos con la mentalidad de dar lo mejor en las competencias.

### Regreso a Red Bull X-Fighters (2012)
Fue invitado de vez en cuando pero Tom no regresó a Red Bull X.Fighters hasta tener la seguridad de poder tener éxito en el circuito, esto fue 2012 cuando regresó al segundo tour que fue ese mismo año en Glen Helen, California.
Tras su regreso a las competencias de motocross estilo libre todavía se negaba a lanzar trucos como backflips, y se enfocó en sus nuevos trucos, como el “Volt body varial", el “540 Flair” o su invento llamado “Special Flip”, y enfocándose en la ejecución perfecta de trucos ya existentes. Estuvo como finalista en el evento de Glen Helen, como cuarto en Madrid y finalmente ganando su primer Red Bull X-Fighters en Munich, Alemania.en esa temporada estuvo disputando el lugar con Levi Sherwood en la final más reñida de Red Bull X-Fighters en Sídney, Australia, with both riders going into the last tour stop sharing first place in the World Tour. Tom cayó dos veces en su última corrida, haciendo el "Volt body varial" e intentando su primer backflip e Indy Flip desde 2009, los cuales hizo el salto con la marcha equivocada, en una competencia cara a cara con Sherwood, quien ganó la final y el Red Bull X-Fighters 2012 World Tour.

### Red Bull X-Fighters World Tour 2013
Pagès llegó de nuevo al Red Bull X-Fighters en la Ciudad de México, en donde ganó la final contra Dany Torres de España.En la próxima estación del tour que fue en Dubái Tom fue derrotado una vez más por Sherwood, después de caer intentando un Indian Air backflip, siendo Sherwood derrotado por Dany Torres en la final. En Glen Helen, Tom fue el segundo calificado pero debido a los fuertes vientos la final tuvo que ser cancelada y los resultados de calificación fueron anunciados como definitivos. Durante la fase de calificación, que no fue transmitida, Tom lanzó una variación del 540 Flair, combinándolo con un “Superman”. En la cuarta estación del tour que fue en Osaka, Japón, donde lanzó una vez más una variación del 540 Flair Indian Air, una vez más quedó como segundo calificado, perdiendo esta vez con el héroe de la ciudad donde se realizaba el evento Taka Higashino.
Ese evento fue muy especial para Pagès y el resto de los pilotos, ya que Eigo Sato, piloto japonés, había muerto a principios del 2013 después de caer intentando un backflip. Desde entonces Pagès ha honrado a su amigo cercano con su nuevo diseño de moto similar al de Sato y su jersey Alpinestars  que tiene una foto de Sato y esta fecha 1978-2013 que es la fecha de nacimiento y muerte de Sato .
El 19 de julio en Madrid se anunció que la última estación del tour en Pretoria, Sudáfrica tenía que ser cancelado ya que la seguridad de los pilotos, personal y el público no podía garantizarse. Después de que Josh Sheehan , su rival en cuartos de final , tuvo que retirarse debido a una fractura de clavícula y tobillo que sufrió en un accidente al final de su segunda vuelta de calificación , estaba claro que Pagès había ganado el Red Bull X -Fighters 2013 ya que se posicionó en el tercer lugar y por lo tanto tenía más puntos que los demás pilotos. A pesar de que no tuvo que competir para ganar el Tour Mundial ganando su semifinal contra el también francés David Rinaldo y la final contra Taka Higashino. En este evento los fanes finalmente consiguieron ver la variación Superman del Flair también se dice que él también hizo un " Kiss of Death Flair " durante la fase de clasificación . También durante la fase de clasificación , así tanto en su semifinal y última pasada aterrizó con éxito Cliffhanger backflips. Para asombro tanto de la multitud y los comentaristas , anunció en una entrevista al aire, después de su victoria que no había sacado todos los trucos durante la temporada

### Red Bull X-Fighters World Tour 2014
Para la temporada 2014 Pagès cambió su apariencia una vez más , esta vez vistiendo una camiseta y pantalones multicolor brillanteS junto con un nuevo diseño del casco , los cuales una vez más tenían partes que recordaban a Eigo Sato. La firma de Sato aparece en el nuevo casco mientras que un diseño " RIP Eigo Sato " se coloca al lado de su propio nombre en la parte posterior de su camiseta.
Para Pagès el Red Bull X-Fighters 2014 no empezó tan bien como el 2013 ya que en una competencia frente a frente con Adam Jones en cuartos de final, al salir de la rampa intentando un volt body varial, la moto se inclinó más hacia adelante por lo que fue imposible realizar el truco y este contó como un "Dead Sailor"(salto sin truco). Más tarde en esa misma etapa estrelló una variación de 540 Flair Superman, haciendo más saltos sencillos para el público, quedando fuera de la contienda para avanzar a las semifinales de todos modos. Al llegar en tercer lugar en la clasificación todavía asegurar el quinto lugar, y por tanto, 45 puntos para la clasificación general. Según Pagès este fue el resultado de él no poder entrenar tanto como le había gustado que debido al clima lluvioso de Francia. Los comentaristas del evento también dijeron que durante una charla con Pagès a principios de semana , él había dicho que tenía que cambiar la forma en que se ejecuta la mayor parte de sus trucos porque la moto pierde poder en la alta altitud de la Ciudad de México. 
Esto fue especialmente evidente en movimientos como el Flair donde él suele usar el poder de la bicicleta para comenzar la rotación , mientras que con menos potencia que tenía que usar mucha más fuerza muscular para inducir el giro de 540 grados de la moto. Es de destacar que entre los 3 mejores pilotos de la noche, el ganador Levi Sherwood estaba montando una moto 250ccm ( [ [ KTM SX 250 ] ] ) , aunque se sabe que él hace muchas alteraciones por lo que el poder está más cerca de la de una moto de 350ccm . El segundo clasificado, Josh Sheehan monta una [ [ Honda CRF 450] ] y Dany Torres en tercera monta una KTM SX 350.
El próximo evento , que se llevó a cabo en Osaka, Japón, fue aún peor para Pagès . Después de circular en las prácticas y la clasificación, tuvo que decidir que no podía andar por razones de seguridad ya que la tierra no era lo suficientemente buena para realizar trucos tan peligroso como el 540 Flair o el Bike Flip. Pagès originalmente había venido a Japón con su único fin de realizar el Bike Flip, debido a su resultado de la calificación que todavía estaba en el noveno lugar en los resultados finales de Osaka , que le otorgó 20 puntos para la clasificación general.
El primer éxito de la temporada llegó en la tercera estación de la gira en Madrid , España . Pagès logró realizar el Bike Flip en las tres rondas, que lo llevó a vencer a Josh Sheehan en la final, a pesar de un rendimiento impecable de Sheehan incluyendo un Backflip Doble , para lograr su primera victoria de la temporada y ganar 100 puntos .
Las dos últimas pruebas de la temporada en Múnich , Alemania y Pretoria , Sudáfrica ambos terminaron con una eliminación en cuartos de final después que Pagès se estrelló en ambos eventos en su primera carrera . En Múnich se estrelló en su segundo truco , el Bike Flip , mientras empujaba la moto demasiado lejos de él; Tuvo la suerte de permanecer ileso porque la moto cayó sobre él. Sin embargo, fue dañado sin posibilidad de reparación inmediata y Pagès no pudo continuar su carrera y por lo tanto la pérdida de la ronda a la alemana Luc Ackermann, un talento FMX de 17 años de edad.
En el evento final , que era también el 50 aniversario de Red Bull X-Fighters , logró realizar varios trucos antes de estrellarse debido al mla aterrizaje de un Flair Tsunami, el cual no consiguió la plena rotación de 540 grados, en lugar de aterrizar en unos 450 grados , por lo que se agotó el espacio y la moto bajó por el borde de la pista de recepción donde se quedó atascado entre la colina de aterrizaje. Como salió en primero y segundo , respectivamente, en las clasificatorias en esos dos eventos , todavía terminó en el quinto lugar en ambos eventos y aseguró 45 puntos en cada uno.
Terminó en cuarto lugar en la clasificación general final detrás del campeón Mundial Josh Sheehan , Levi Sherwood y Dany Torres con 235 puntos.

## Logros
- Primer lugar en el Red Bull X-Fighters 2012 en Munich[6]
- Finalista en Red Bull X-Fighters World Tour 2012[6]
- Primer lugar en Red Bull X-Fighters 2013 en la Ciudad de México[6]
- Primer lugar en Red Bull X-Fighters 2013 en Madrid[6]
- Campeón en Red Bull X-Fighters World Tour 2013[6]
- Primer lugar en Red Bull X-Fighters 2014 en Madrid
- Primer lugar en Red Bull X-Fighters 2015 en Madrid

## Premios
- Premio FMX “Mejor piloto Internacional de Motocross Estilo Libre” 2012[7]
- Premio FMX “Mejor piloto Europeo de Motocross Estilo Libre ” 2012[7]